# Czerniejów-Kolonia
Czerniejów-Kolonia – wieś w Polsce położona w województwie lubelskim, w powiecie lubelskim, w gminie Jabłonna.
W latach 1975–1998 miejscowość administracyjnie należała do ówczesnego województwa lubelskiego.
Wieś stanowi sołectwo gminy Jabłonna. Według Narodowego Spisu Powszechnego z roku 2011 wieś liczyła  mieszkańców.